# Якоб, Халима
Халима́ Яко́б (малайск. Halimah Binti Yacob, حاليمه بنت ياچوب, англ. Halimah binti Yacob; род. 23 августа 1954, Сингапур) — сингапурский государственный и политический деятель, первая женщина — президент Сингапура. Занимала должность с 14 сентября 2017 по 13 сентября 2023 года. Была автоматически объявлена президентом после того, как всех остальных кандидатов на этот пост не допустили к выборам. С января 2013 по август 2017 года занимала должность председателя парламента Сингапура.

## Биография

### Происхождение и образование
Отец Халимы имеет индийское происхождение, мать — малайское. Отец Халимы умер, когда ей было 8 лет, поэтому мать воспитывала её одна .
Училась в двух школах для девочек, в 1978 году получила в Национальном университете Сингапура степень бакалавра права. В 2001 году получила там же степень магистра права. С 7 июля 2016 года также имеет почётную степень доктора права Национального университета Сингапура.

### Карьера
Работала в Конгрессе национальных профсоюзов.
В 2001 году была избрана членом парламента. Занимала ряд должностей в правительстве.
8 января 2013 года была предложена премьер-министром Ли Сяньлунем на должность председателя парламента, 14 января того же года была избрана. Халима стала первой женщиной-спикером парламента в истории Сингапура.

## Президент Сингапура (2017—2023)
6 августа 2017 года ушла с поста председателя парламента, чтобы принять участие в президентских выборах. Незадолго перед выдвижением вышла из партии «Народное действие», в которой состояла с 2001 года.
Помимо Халимы, в президенты баллотировались ещё 4 человека, но они были сняты из-за несоответствия требованиям к кандидатам (кандидат должен иметь стаж государственной службы либо возглавлять компанию, капитализация которой превышает 500 млн сингапурских долларов (около 371 млн долларов США).
Халима была приведена к присяге 14 сентября 2017 года в качестве президента Сингапура.
29 мая 2023 года Халима объявила, что не будет добиваться переизбрания на президентских выборах 2023 года. Срок её полномочий истёк 13 сентября, и 14 сентября её сменил девятый президент Тарман Шанмугаратнам.

## Личная жизнь
Замужем. Имеет пятерых детей, мусульманка по вероисповеданию.